# علم أعصاب سلوكية
علم الأعصاب السلوكية هو اختصاص فرعي من طب الأعصاب يدرس الأسس العصبية للسلوك والذاكرة والإدراك وتأثير التلف العصبي والأمراض التي تتسبب فيها هذه الوظائف ومعالجتها. وهناك مجالان مرتبطان بعلم الأعصاب السلوكية وهما الطب العصبي النفساني وعلم النفس العصبي. وتم الاعتراف بعلم الأعصاب السلوكية والطب العصبي النفساني في الولايات المتحدة على أنهما تخصصات فرعية عن طريق المجلس المتحد للتخصصات الفرعية لطب الأعصاب (UCNS) منذ عام 2004.
وعلم الأعصاب السلوكية هو التخصص الذي يتعامل مع دراسة الأسس العصبية للسلوك والذاكرة والإدراك وتأثير التلف العصبي والأمراض ومعالجتها.
وتشمل الأعراض والأمراض التي تتم دراستها عادة عن طريق علم الأعصاب السلوكية على سبيل المثال لا الحصر:
- تعذر الكتابة
- العَمَه
- حِسُّ الأَخاطيط
- تعذر القراءة (تعذر القراءة المطلوب)
- النسيان
- عَمَهُ العاهَة
- الحبسة
- تعذر الأداء
- حبس لحن
- الخرف
- عسر القراءة
- الصرع
- عَمَهٌ شِقِّيّ
- ذُهان
- سكتة دماغية
- لقلاوي على عنيك

## نبذة تاريخية
يرجع وصف المتلازمات السلوكية إلى القدماء الإغريق والقدماء المصريين، وأثناء القرن التاسع عشر الميلادي بدأ علم الأعصاب السلوكية في الظهور، أولاً مع نظريات التوطين البدائية لـفرانز غال (Franz Gall)، تبعها في منتصف القرن التاسع عشر أول عمليات توطين في الحبسة عن طريق باول بروكا (Paul Broca) ثم بعد ذلك كارل ويرنيك (Carl Wernicke). وقد وصلت أوصاف علم الأعصاب التوطينية والطبية إلى ذروتها في أواخر القرن التاسع عشر الميلادي وأوائل القرن العشرين، مع امتداد العمل إلى الأوصاف الطبية للخرف عن طريق ألويس ألزهايمر وأرنولد بيك. وضع عمل كارل لاشلي في الفئران لفترة من أوائل القرن العشرين إلى منتصفه مثبطًا لنظرية التوطين والنماذج الضارة للوظيفة السلوكية. وفي الولايات المتحدة قد أدى عمل نورمان جيشويند (Norman Geschwind) إلى نهضة في علم الأعصاب السلوكي. واشتهر جيشويند بعمله في قطع المتلازمات وإرثه الذي عاش عبر أجيال علماء علم الأعصاب السلوكي الذين تدربوا على يديه وعلى يد زملائه السابقين. وقد أدى ظهور علم الأعصاب في التصوير العصبي للجسم الحي الذي بدأ في ثمانينيات القرن الماضي إلى زيادة تعزيز الاهتمام بمجال علوم الأعصاب الإدراكية وتم تقديم آلة تسمح بالارتباط الضرري والهيكلي والوظيفي مع الاختلال الوظيفي السلوكي في الأحياء.

## وصلات خارجية
- Society for Behavioral and Cognitive Neurology نسخة محفوظة 1 أغسطس 2020 على موقع واي باك مشين. (بالإنجليزية)